# Chmeľnica
Chmeľnica (în germană Hopgarten) este o comună slovacă, aflată în districtul Stará Ľubovňa din regiunea Prešov. Localitatea se află la altitudinea de 528 m deasupra n.m., se întinde pe o suprafață de 12,64 km2 și în 2017 număra 1.013 locuitori. În această comună se vorbește un subdialect sau o formă veche a dialectului țipțer/țipțeresc (în germană Zipserdeutsch / Zipserisch), subdialect cunoscut ca Outzäpsersch (i.e., Altzipserisch) de comunitatea locală de țipțeri (în germană Zipser / Zipser Sachsen), un grup constitutiv al germanilor carpatini. Chmeľnica rămâne până în ziua de astăzi una dintre puținele comunități (și cea mai importantă de felul acesteia) din Slovacia în care se mai vorbește încă dialectul țipțer.

## Istoric
Localitatea Chmeľnica este atestată documentar din 1315.

## Demografie
| An:                | 1994 | 2004   | 2014   | 2024   |
| ------------------ | ---- | ------ | ------ | ------ |
| Număr de persoane: | 905  | 918    | 977    | 1009   |
| Diferență:         |      | +1,43% | +6,42% | +3,27% |

| An:                | 2023 | 2024   |
| ------------------ | ---- | ------ |
| Număr de persoane: | 992  | 1009   |
| Diferență:         |      | +1,71% |